# Rosendo Fernández
Rosendo Fernández Rodríguez – hiszpański malarz pochodzący z Andaluzji.
Studiował w Akademii Sztuk Pięknych w Sewillii, jego nauczycielem był Eduardo Cano. Otrzymał wyróżnienie cum laude na Krajowej Wystawie Sztuk Pięknych w 1864 r. za dzieło La resignación. Na wystawie w Sewilli w 1867 zaprezentował dzieła Un preso i Una joven con un canasto de flores.
Specjalizował się w malowaniu zabytków i innych dzieł sztuki, takich jak Portada del Convento de Santa Paula en Sevilla, za którą otrzymał wyróżnienie na Krajowej Wystawie Sztuk Pięknych w 1866 roku. Malował również olejne reprodukcje azulejos Niculoso Pisano – włoskiego artysty zajmującego się ceramiką, które dziś można oglądać w Muzeum Sztuk Pięknych w Sewilli. Malował również portrety, m.in. Ferdynanda III Świętego (Muzeum Prado).